# Vladimír Bálek
Vladimír Bálek (Praga, 8 marzo 1981) è un calciatore ceco, attaccante del Bohemians 1905.

## Carriera

### Club
Nel 2011 è stato acquistato dal Bohemians 1905 firmando un contratto con scadenza nel 2012.